# Станища (Карлобаг)
44°32′ пн. ш. 15°04′ сх. д. / 44.54° пн. ш. 15.06° сх. д.
Станища (хорв. Staništa) — населений пункт у Хорватії, в Лицько-Сенській жупанії у складі громади Карлобаг.

## Населення
Населення за даними перепису 2011 року становило 6 осіб.
Динаміка чисельності населення поселення:

## Клімат
Середня річна температура становить 13,67 °C, середня максимальна – 25,91 °C, а середня мінімальна – 1,65 °C. Середня річна кількість опадів – 1019 мм.
| Клімат поселення                              | Клімат поселення | Клімат поселення | Клімат поселення | Клімат поселення | Клімат поселення | Клімат поселення | Клімат поселення | Клімат поселення | Клімат поселення | Клімат поселення | Клімат поселення | Клімат поселення | Клімат поселення |
| Показник                                      | Січ.             | Лют.             | Бер.             | Квіт.            | Трав.            | Черв.            | Лип.             | Серп.            | Вер.             | Жовт.            | Лист.            | Груд.            |                  |
| Середній максимум, °C                         | 10,46            | 10,54            | 12,11            | 15,36            | 20,66            | 25,43            | 25,91            | 25,58            | 21,86            | 17,70            | 12,69            | 10,25            |                  |
| Середня температура, °C                       | 6,04             | 6,13             | 7,69             | 10,95            | 16,25            | 21,01            | 22,90            | 22,56            | 18,86            | 14,69            | 9,68             | 7,24             |                  |
| Середній мінімум, °C                          | 1,65             | 1,73             | 3,31             | 6,54             | 11,86            | 16,61            | 19,89            | 19,54            | 15,84            | 11,66            | 6,68             | 4,21             |                  |
| Норма опадів, мм                              | 81               | 71               | 74               | 78               | 76               | 69               | 41               | 60               | 114              | 126              | 125              | 104              |                  |
| Середньомісячна швидкість вітру, м/с          | 2.98             | 3.08             | 3.23             | 3.04             | 2.70             | 2.53             | 2.53             | 2.48             | 2.64             | 2.84             | 3.34             | 3.24             |                  |
| Середньомісячна сонячна радіація, кДж/м²·день | 4698             | 7431             | 10896            | 15670            | 19912            | 21906            | 23676            | 20510            | 14934            | 9495             | 5111             | 3945             |                  |
| --------------------------------------------- | ---------------- | ---------------- | ---------------- | ---------------- | ---------------- | ---------------- | ---------------- | ---------------- | ---------------- | ---------------- | ---------------- | ---------------- | ---------------- |
| Джерело:                                      |                  |                  |                  |                  |                  |                  |                  |                  |                  |                  |                  |                  |                  |